# Bulbophyllum scabratum
Bulbophyllum scabratum är en orkidéart som beskrevs av Heinrich Gustav Reichenbach. Bulbophyllum scabratum ingår i släktet Bulbophyllum och familjen orkidéer. Inga underarter finns listade i Catalogue of Life.